# Zechstein
Le Zechstein (« pierre mine » ou « pierre dure » en allemand) est un faciès du Permien moyen et supérieur (Guadalupien et Lopingien) situé dans le bassin Permien européen qui s'étendait de la côte est de l'Angleterre au nord de la Pologne. Cette unité est composée majoritairement d'évaporites. 
Le nom Zechstein est également un âge géologique obsolète autrefois utilisé comme unité de temps dans l'échelle des temps géologiques, il est aujourd'hui peu utilisé et quasi exclusivement en Europe. Le Zechstein repose sur le Rotliegend et est recouvert par le Buntsandstein, membre inférieur du Trias germanique. 

## Environnement de dépôt
Les évaporites du Zechstein ont été déposées dans le Bassin permien européen (aussi appelé « mer du Zechstein »), une mer épicontinentale ou épeirique qui existait au Guadaloupien et au Lopingien. La mer du Zechstein occupait la région de l'actuelle mer du Nord, les parties basses de la Grande-Bretagne et les plaines germano-polonaises du nord de l'Europe. Il est possible qu'elle ait été en contact périodiquement avec l'océan Paléotéthys via le sud-est de la Pologne. 
Bien que située près de l'équateur où les températures élevées et les conditions arides facilitent l'évaporation, la création de la mer provenait probablement d'une transgression marine enracinée dans une phase de déglaciation. La partie sud de la Pangée et l'ancien (et future) Gondwana, supportaient des calottes glaciaires au début du Permien. La disparition de la mer du Zechstein entre dans le cadre d'une régression marine générale qui a précédé et accompagné l'extinction de masse Permien-Trias,. 

## Stratigraphie
Le Zechstein est un groupe lithostratigraphique et englobe à ce titre plusieurs formations géologiques. Il comprend au moins cinq cycles de dépôt de roches évaporitiques, décrites de Z1 à Z5. Les lithologies présentent dans le groupe sont la halite (« sel gemme »), l'anhydrite, la dolomite et les argiles. 

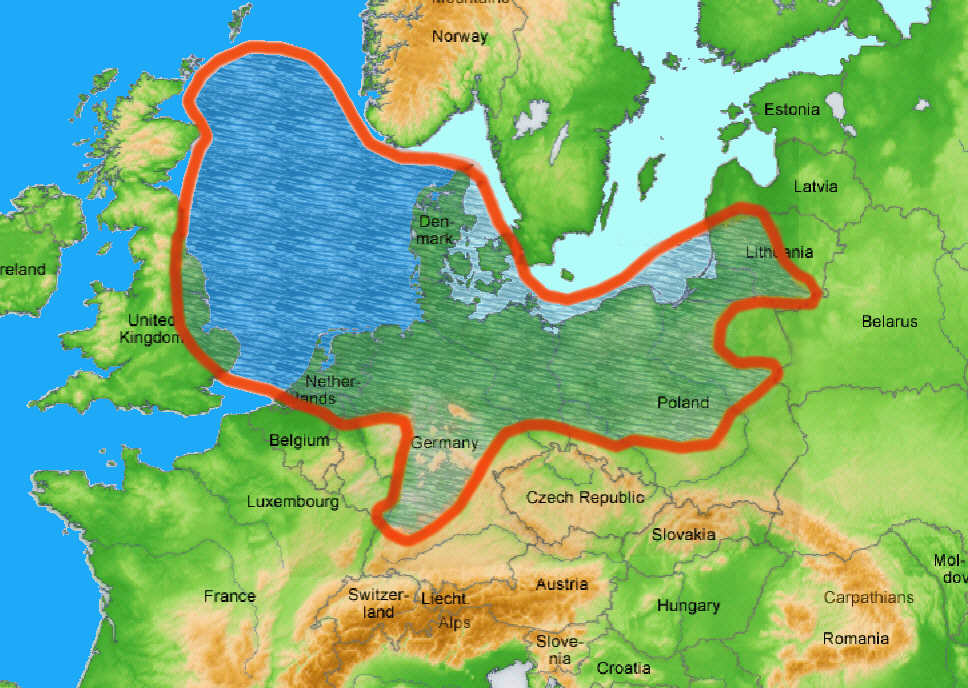
Mer du Zechstein sur une carte de l'Europe du Nord

## Importance économique
Le Zechstein a une importance économique considérable dans les provinces pétrolières de mer du Nord. Dans le bassin gazier sud, il constitue la principale roche couverture des gisements de gaz contenus dans les réservoirs Rotliegend. Il constitue également un réservoir dans le champ pétrolifère d'Auk dans la partie centrale de la mer du Nord.  
Plus au nord, le sel du Zechstein devient diapirique, formant des dômes de sel et déformant le sédiment formant la structure de plusieurs champs pétrolifères (pièges structuraux ou stratigraphiques), tels que le champ de Machar. Les dolomites du Zechstein émergent près de la côte du comté de Durham, en Angleterre, où elles sont connues sous le nom de calcaires du Magnesian  . 
Juste au-dessus de la base du Zechstein se trouve une couche assez mince de shale ou d'ardoise, où la formation a été métamorphisée. Cet épisode est connu sous le nom de kupferschiefer pour sa teneur élevée en cuivre. Sous sa forme non modifiée, cette couche est riche en composés soufrés, caractéristiques du limon de marais peu profonds et stagnants. Là où des failles ont permis aux eaux souterraines riches en minéraux de circuler à travers cette couche, le soufre a oxydé les ions métalliques en minerais sulfurés métalliques.  
Depuis le Moyen Âge et jusqu'à l'ère moderne, cette couche minéralisée, mince mais très étendue latéralement a joué un rôle majeur dans l'approvisionnement en cuivre de l'Europe du Nord. 
La couche de sel de Zechstein est également utilisée pour le stockage souterrain de gaz en Angleterre, en Allemagne et en France. 